# Суботхан
Суботха́н (Субаткан, Су-Баткан, Сутышкан; укр. Субаткан, крымскотат. Suv Batqan, Сув Баткъан) — небольшая река в Крыму. Часть сложной речной системы Долгоруковской яйлы, известной также как Субаткан-яйла. Площадь водосборного бассейна — 10 км².
Река берёт начало из родника Оленьего (он же Иван-Кош) на северном склоне Тырке-яйлы. Река течёт около четырёх километров по яйле, затем исчезает в сухом овраге. Воды реки просачиваются через отверстие шахты-понора Провал в пещеру Кызыл-Коба и дают начало подземной части реки Кызылкобинка (длина подземной части 3,5 км). Связь водных систем Суботхана с пещерой Кызыл-Коба была установлена учёными в XX веке; некоторые исследователи, исходя из старинного названия Кызыл-Коба-Ёзень, считают, что местное население знало об этом давно.
По другим данным вода реки не доходит до шахты Провал и впадает в реку Бурульча. Общая протяжённость около 7 км.
Паводковый сток реки Суботхан близ пещеры Провал направляется по специальной канаве в карстовую котловину — в небольшое (400 м × 500 м) озеро Провал (Провальное).
Название в переводе с крымскотатарского означает «вода провалилась» (suv — вода, batmaq — тонуть, проваливаться, batqan — провалился). Другие названия этой реки: Кызыл-Коба-Ёзень (река пещеры Кызыл-Коба) и Сутышкан (су — вода, тышкъы — внешняя, наружная).